# Алексинский художественно-краеведческий музей
Алексинский художественно-краеведческий музей — муниципальное бюджетное учреждение культуры города Алексин Тульской области. Размещается в исторической части города, в здании бывшей городской усадьбы купцов 1-й гильдии Масловых. Адрес: улица Советская, д 38.
Музей основан в 1974 году, первых посетителей принял в 1980-м.

## Здание
Двухэтажный особняк, главным фасадом с трёхчастным делением выходит на красную линию улицы. Центральная часть дома имеет мезонин с треугольным фронтоном и объединяющий его со вторым верхним этажом 4-колонный портик. Типичный образец зрелого классицизма. В особняке, являвшемся самым лучшим домом в городе, часто принимали проезжавших знатных персон. Здесь бывали и останавливались императоры Александр I (1817) и Александр II (1837).
Памятник архитектуры. С 1997 года здание музея включено в перечень объектов исторического и культурного наследия федерального значения.

## Описание музея
В музее размещается 13 стационарных залов и 5 залов сменных выставок.
Экспонаты отдела природы рассказывают о палеонтологическом прошлом, геологическом строении, полезных ископаемых, водных ресурсах, флоре и фауне Алексинского района.
Отдел истории демонстрирует предметы труда и быта древнеславянского племени вятичей, людей, населявших территорию района в каменном, бронзовом и железном веках.
Отдельный раздел показывает роль Алексина в защите границ Московского государства XIV-XVII веков. На 2-м этаже размещаются экспозиции, посвящённые купеческому провинциальному Алексину XVIII — начале XX веков.
В разделе «Алексин во время Великой Отечественной войны» освещаются подвиги алексинцев и события в период оккупации региона немецко-фашистскими захватчиками (ноябрь—декабрь 1941 года).
В отделе «Современная история» рассказывается о жизни города в советское время. Музейно-выставочный отдел показывает работы местных художников, известных современных тульских, калужских и московских мастеров живописи. C 2007 года в музее оформлена экспозиция «Музей истории почты» — единственная подобная в Тульской области. Она рассказывает об эволюции почтовой связи, об истории письма, марки, почтового ящика и штемпеля.
В фондах Алексинского художественно-краеведческого музея насчитывается 19 671 предмет основного и 3 789 предметов научно-вспомогательного фондов. Музей располагает геологической, археологической, палеонтологической и нумизматической коллекциями, коллекцией живописи, скульптуры, графики, изделий декоративно-прикладного искусства; предметов этнографии, быта, мемориальными коллекциями, посвящёнными выдающимся землякам: Бобрищевым-Пушкиным, Львовым, Стечкиным, Щедриным, генералу Короткову Геннадию Петровичу, этнографу Токареву Сергею Александровичу, писателю Воскресенской Зое Ивановне и др.
В музее проводятся интерактивные мероприятия: «Рождественская ночь»; «День семьи, любви и верности»; «Ночь музеев»; «Ночь искусств», дни воинской славы России, музыкальные гостиные.
Статистика посещений: 2017 — 11 000 чел, 2018 — 10 867 чел.

## Искусство
- Приключения солдата Ивана Чонкина (2006) — комедийный сериал, режиссёр Кирюшенко Алексей Адольфович, съёмки которого проходили в Алексинском музее.